# Vitool Charoenrut
Vitool Charoenrut (thailändisch วิฑูรย์ เจริญรัตน์; * 11. September 1942) ist ein ehemaliger thailändischer Radrennfahrer.

## Sportliche Laufbahn
Charoenrut (auch Vitool Charernratana) war im Straßenradsport sowie im Bahnradsport aktiv. Er war Teilnehmer der Olympischen Sommerspiele 1964 in Tokio. Das olympische Straßenrennen beendete er nicht. Im Mannschaftszeitfahren kam Thailand mit Suwan Kerd-Orn, Vitool Charoenrut, Taworn Jirapan und Chainarong Sophonpong auf den 28. Rang.
Bei den Asien-Meisterschaften 1963 gewann er die Goldmedaille im Mannschaftszeitfahren. Auf der Bahn gewann er die Silbermedaille im Rennen über 4800 Meter.